# Théorie des anciens astronautes

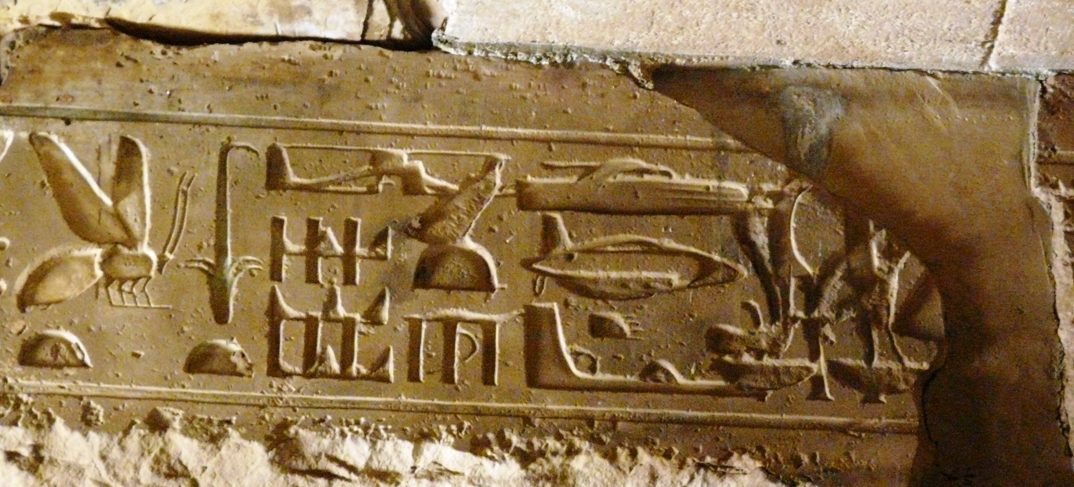
Hiéroglyphes d'Abydos interprétés comme aéronefs et véhicules modernes par des élucubrateurs, en opposition au consensus scientifique sur leur explication.

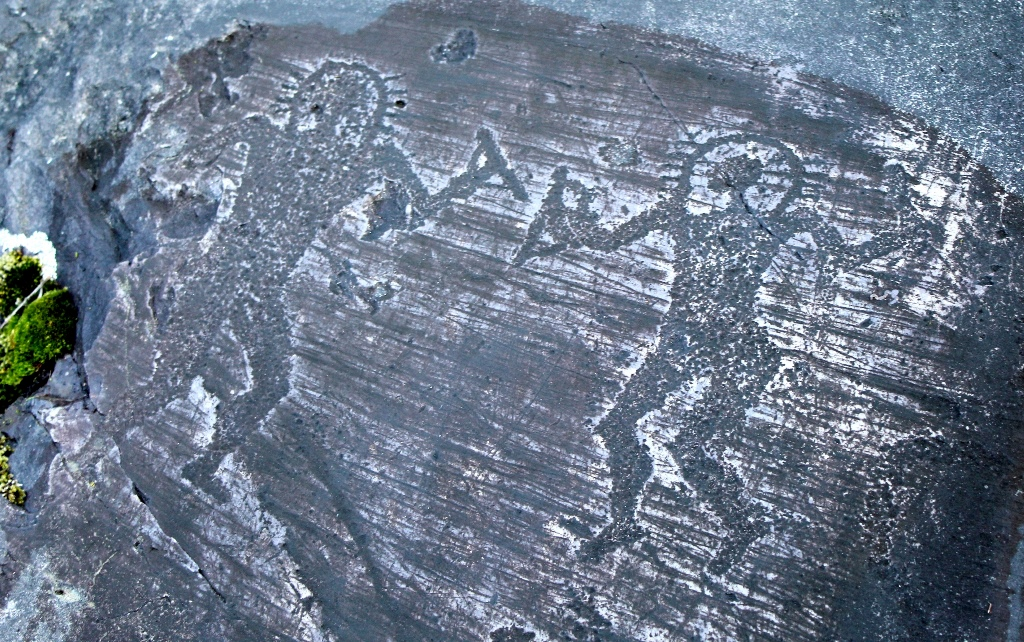
Peintures du Val Camonica (Italie, av. J.-C.) figurant des divinités, ou des figures mythologiques, interprétées comme visiteurs extraterrestres avec leurs casques par les tenants de la théorie des anciens astronautes.

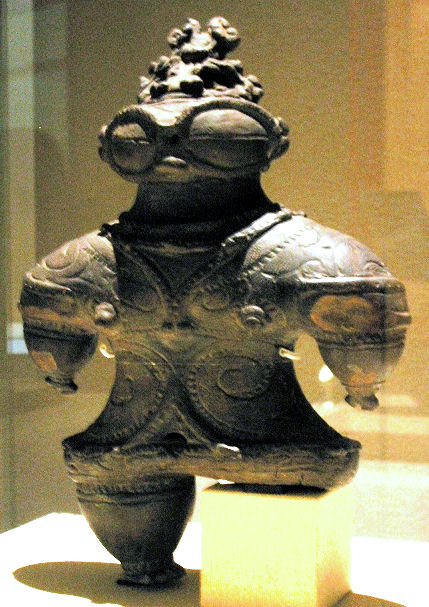
Dogū de la période Jōmon (av. J.-C. à, Japon). Des partisans de la théorie des anciens astronautes voient en ces statuettes la représentation de visiteurs d'un autre monde munis de combinaisons spatiales.

La théorie des anciens astronautes (TAA, ou astroarchéologie) est une théorie ufologique pseudo-historique selon laquelle plusieurs anciennes civilisations terrestres auraient été en contact avec des « visiteurs » extraterrestres venus apporter quelques savoirs dans les domaines de l'écriture, de l'architecture, de l'agriculture, des mathématiques, de l'astronomie et de la médecine. Ces « êtres » hypothétiques, détenteurs d'une technologie supérieure à celle de l'Homme à ces époques, seraient devenus, au fil des siècles, des « dieux », ces êtres supranaturels dont parlent les anciennes mythologies et dont l'archéologie met les cultes en évidence.
La théorie s'appuie sur une interprétation littérale de textes religieux ou de découvertes insolites comme les lignes de Nazca, ou encore de faux artéfacts comme les crânes de cristal.

## Terminologie
La dénomination « Anciens astronautes » provient de l'ouvrage de Jacques Bergier et Georges H. Gallet publié en 1977, Le Livre des anciens astronautes (et les concepts du cosmisme ou du père Pierre Teilhard de Chardin furent en leur temps évoqués dans la revue Planète).
La théorie est qualifiée de « néo-évhémérisme » par le sociologue Jean-Bruno Renard en 1980.

## Origines
Selon Jason Colavito, l'écrivain de science-fiction américain Howard Phillips Lovecraft est à l'origine de la diffusion de la théorie des anciens astronautes dans la culture populaire tout au long du XXe siècle. Par le biais de ses récits fictionnels dépeignant des entités extraterrestres — assimilées parfois à des anciens dieux ou démons — descendues sur Terre en des temps infiniment lointains (L'Appel de Cthulhu, Les Montagnes hallucinées), Lovecraft aurait eu une influence déterminante sur Louis Pauwels et Jacques Bergier, lesquels ont largement contribué à lancer le thème des anciens astronautes en France.
La théorie est souvent attribuée à Erich von Däniken mais, si ce dernier l'a amplement popularisée en 1968 avec Erinnerungen an die Zukunft (titre français : Présence des extraterrestres, 1969 ; titre anglais : Chariots of the Gods. Unsolved Mysteries of the Past, 1968), elle reprend de nombreux éléments déjà présents dans les doctrines théosophiques publiées par Helena Blavatsky dans les années 1880, ainsi que d'autres publiés par Louis Pauwels et Jacques Bergier dans Le Matin des magiciens, introduction au réalisme fantastique (Gallimard, 1960), par Robert Charroux dans Histoire inconnue des hommes depuis cent mille ans (Robert Laffont,  1962) et par Jean Sendy dans Ces Dieux qui firent le Ciel et la Terre, Le Roman de la Bible (Robert Laffont, 1969),  (précédé par La Lune clé de la Bible en 1965). Sans compter de nombreux textes littéraires relevant de la science-fiction, comme À l'aube de l'histoire ou La Sentinelle, publiés par Arthur C. Clarke en 1951 et 1953 , ou des récits d'avant-guerre tels ceux de l'américain Charles Hoy Fort, ou du français Henri Lhote (pétroglyphes sahariens).

## Fondements de la théorie
La théorie repose sur les affirmations  et interprétations suivantes :
- les civilisations antiques (égyptienne, maya, andines...) n'auraient pas possédé les connaissances nécessaires pour réaliser certaines de leurs constructions colossales (ruines de Nan Madol, de Pumapunku, murs en dents de scie de Saqsaywaman, Baalbek et sa pierre de la femme enceinte de 1200 tonnes ou son trilithon de 800 tonnes dans le soubassement du Temple de Jupiter, statues de l’île de Pâques[5], géoglyphes de Nazca...) ou complexes (artéfacts des billes de Klerksdorp, du coin de Aiud en aluminium, les sphères mégalithiques du Costa Rica, la machine d'Anticythère, les bijoux-avions en or des Quimbayas[6], les piles électriques en cuivre de Bagdad…) ;
- des éléments donneraient des indices d'une présence extraterrestre : certains personnages présents sur des fresques anciennes représenteraient des astronautes (dogū au Japon, pétroglyphes indiens d'Amérique du Nord ou au Tassili des Adjers, d'autres éléments représenteraient des ovnis ou des « pistes d'atterrissage » . Voir également les crânes allongés des Paracas sans suture sagittale ;
- des êtres extraterrestres auraient influencé le développement des civilisations sur Terre, en enseignant aux hommes l'agriculture, l'écriture, les mathématiques ; voire en altérant l'ADN humain pour favoriser l'évolution vers une espèce plus intelligente. On rejoint ici la théorie du dessein intelligent extraterrestre, que l'on retrouve dans le mouvement raëlien avec les Elohim, ou chez Jean Sendy ou encore Roger Vigneron, selon lesquels la Bible évoque le peuple des Élus (Elohim terme hébreu présent dans l'Ancien Testament, qui signifie « ceux qui viennent des cieux[7] ») venus sur Terre dans leurs roues de lumière (Weidorjes)[8] ;
- les peuplades primitives, dépassées par le savoir de ces « visiteurs » nettement plus avancés, auraient considéré que ceux-ci étaient des dieux.

## Démystification

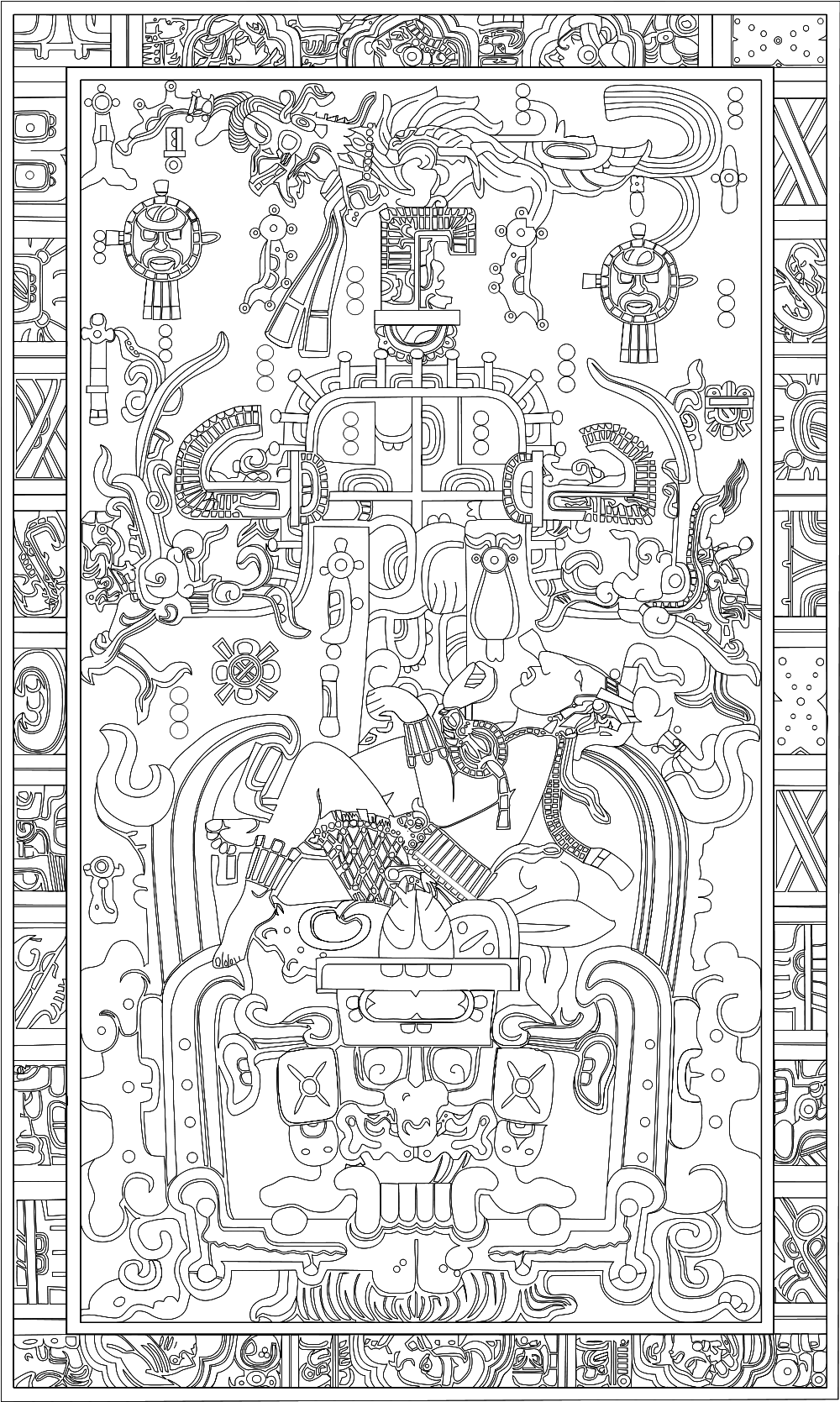
Bas-relief de la dalle scellant le sarcophage de K'inich Janaab' Pakal Ier dans le « Temple des Inscriptions » de Palenque (représentant prétendument un humain dans un aéronef).

Pour la communauté scientifique, la théorie des anciens astronautes n'a aucun fondement et ne repose que sur un amalgame de prétendus mystères historiques ou préhistoriques. Les éléments archéologiques réputés inexpliqués ont aussi une explication rationnelle déjà exposée par les archéologues.
Ainsi, Jean-Pierre Adam, dans L'archéologie devant l'imposture (1975), démontre que la construction de la grande pyramide repose non pas sur un savoir étranger à l'espèce humaine mais bien sur les techniques de l'époque. La récente découverte de comptes de campagne, datant de Chéops, a abondé dans le sens de l'origine uniquement humaine de la pyramide.
La fabrication des géoglyphes de Nazca s'explique par des procédés strictement humains, consistant en un simple déplacement des cailloux de surface et l'emploi des techniques d'arpentage ; l'absence de précipitations permet d'expliquer leur longévité.
La machine d'Anticythère s'est révélée être un planétarium remarquablement complexe, mais fondé sur un modèle géocentrique (le Soleil et les planètes tournant autour de la Terre), erreur que d'anciens astronautes n'auraient pu faire.
Les statues de l'Île de Pâques paraissent intransportables en l'absence d'arbres, mais les études palynologiques ont révélé qu'autrefois, l'île en abritait plusieurs espèces en assez grand nombre.
Ainsi l'interprétation de certains faits à laquelle se sont livrés les auteurs de la théorie dans les années 1960 ne résiste pas aux progrès de l'archéologie (datations au carbone 14, par exemple) et d'autres sciences, comme la géophysique (dérive des continents pour contester un pseudo continent effondré dans l'Atlantique au large des colonnes d'Hercule, etc.).

## Retombées

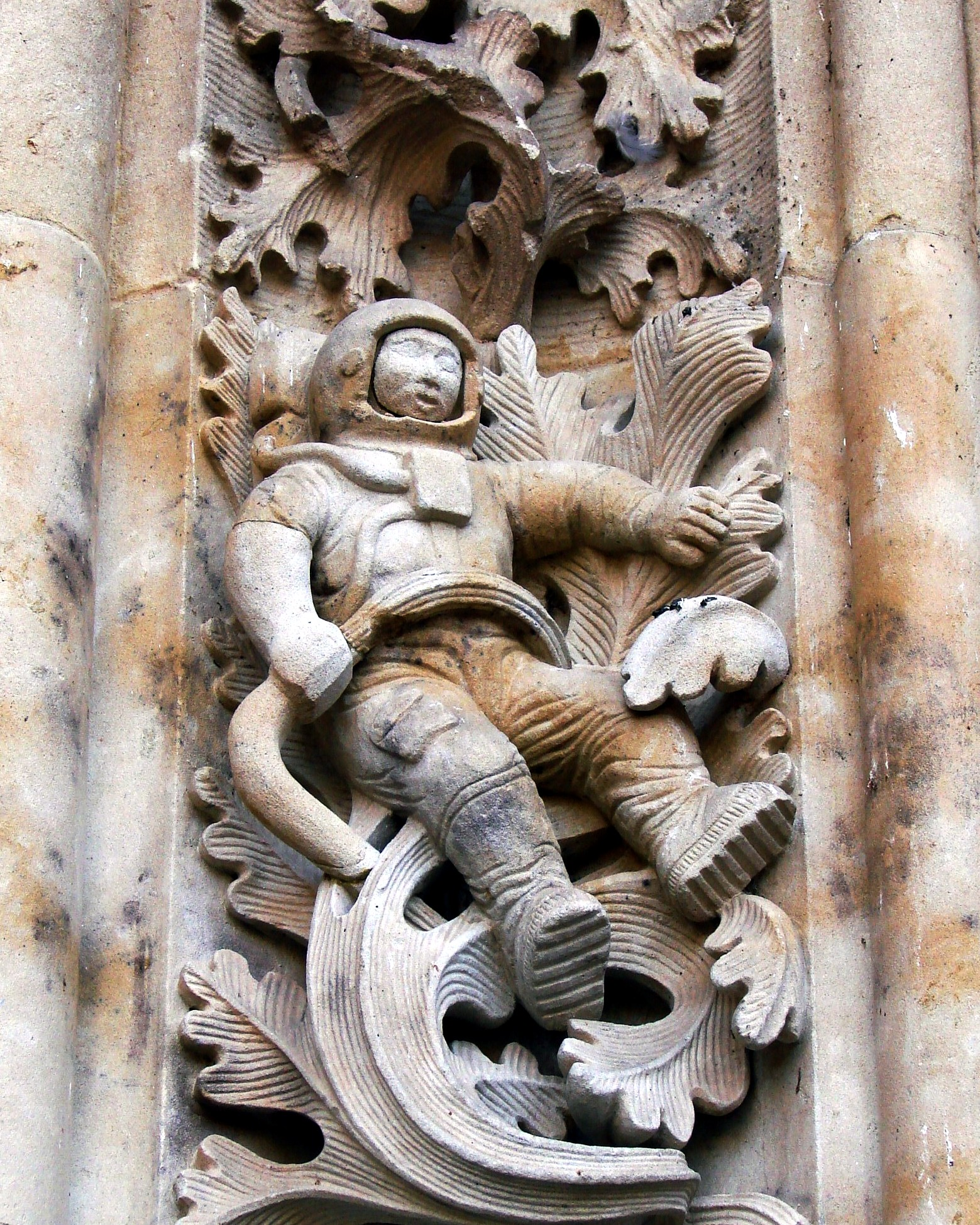
Sculpté en 1992, lors d'une restauration, l'astronaute en apesanteur de la porte de Ramos, à la cathédrale de Salamanque, est une œuvre de type OOPArt.

La théorie a eu un fort retentissement médiatique. Si elle n'a jamais été sérieusement considérée comme une théorie scientifique par les historiens ou les archéologues, elle a donné lieu à de nombreuses retombées :
- journalistiques : notamment sur Erich von Däniken (1968), influencé par Robert Charroux et Jean Sendy (1963) ;
- sceptiques : les éléments archéologiques présentés comme inexpliqués ont le plus souvent une explication rationnelle, et les archéologues se sont employés à réfuter ces prétendues intervention d'extraterrestres. Mais les mythes ont la vie dure.
- sculpturales : sur un montant de la porte de Ramos, à la nouvelle cathédrale de Salamanque (XVIe et XVIIIe siècles), on reconnaît un astronaute en apesanteur, œuvre du tailleur de pierre Miguel Romero lors de la restauration de 1992[12].

## Prétendues représentations d'engins volants et d'extraterrestres du passé

### Préhistoire et Antiquité

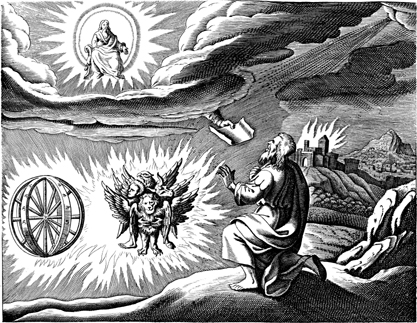
Une double roue d'Ézéchiel (voir livre de Joseph Blumrich).

D'après certains auteurs, par exemple Robert Charroux, dans Histoire inconnue des hommes depuis cent mille ans (Robert Laffont, 1963), ou encore Guy Tarade, dans Les Archives du savoir perdu. Les Énigmes de l'univers (Robert Laffont, 1972), des représentations étranges visibles dans quelques grottes ornées, telles celle d'Altamira en Espagne ou celle de Cougnac en France, seraient des représentations d’ovnis. De même, des statuettes ou des peintures (comme les fresques du Tassili, en Algérie) ressembleraient étrangement à certaines représentations d'extraterrestres du XXe siècle, preuve, selon certains courants ufologiques, de l'ancienneté du phénomène.
Certaines de ces apparitions étranges peuvent avoir été des phénomènes astronomiques (comme des comètes ou des météores) ou optiques atmosphériques. L'analyse de ces faits passés est dénommée couramment rétro-ufologie. En voici quelques exemples :
- une description remontant au règne du pharaon Thoutmôsis III vers 1450 av. J.-C. fait état de multiples « cercles de feu plus brillants que le Soleil » d'environ 5 mètres d'envergure, qui seraient apparus durant de nombreux jours. Ils ont finalement disparu après « être montés haut dans le ciel[14] » ;
- dans la Bible, le prophète Ézéchiel décrit une vision qu'on appelle le char divin : quatre êtres, munis chacun de quatre ailes, pilotent des sortes de roues flamboyantes, capables de se déplacer comme l'éclair, changeant de direction brusquement, sans se retourner ; leurs jantes sont garnies d'yeux tout autour (comme des hublots ?) ; au-dessus de leurs têtes, quelque chose comme des dômes de cristal[15].

- l'auteur romain Julius Obsequens écrit, en 99 av. J.-C., que « dans Tarquinia, pendant le coucher du Soleil, un objet rond comme un globe a pris son chemin dans le ciel d'ouest en est[16] ».

### Moyen Âge et Renaissance

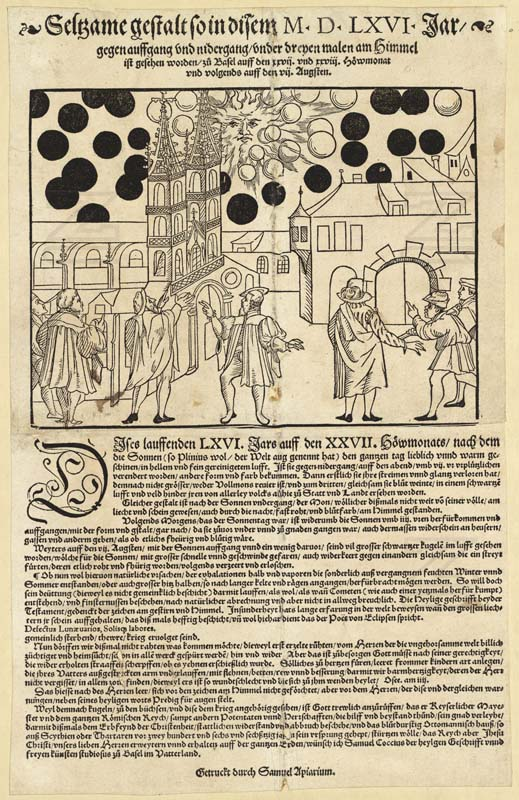
Spectacle céleste de Bâle en 1566, feuillet imprimé, Samuel Apiarius et Samuel Coccius.

À ces époques, il est surtout question de phénomènes occultes, chez des théoriciens comme Agrippa de Netessheim ou Paracelse. L'influence de la religion est réelle puisque les phénomènes célestes sont considérés comme des avertissements divins ou des expressions maléfiques imputables aux sorciers et sorcières :
- au Japon, dans la nuit du 24 septembre 1235, le général Yoritsume et son armée observent près de Kyoto des sphères de lumière non identifiées, aux mouvements erratiques. Ses conseillers lui disent de « ne pas s'inquiéter car c'était simplement le vent qui faisait osciller les étoiles[17] ».

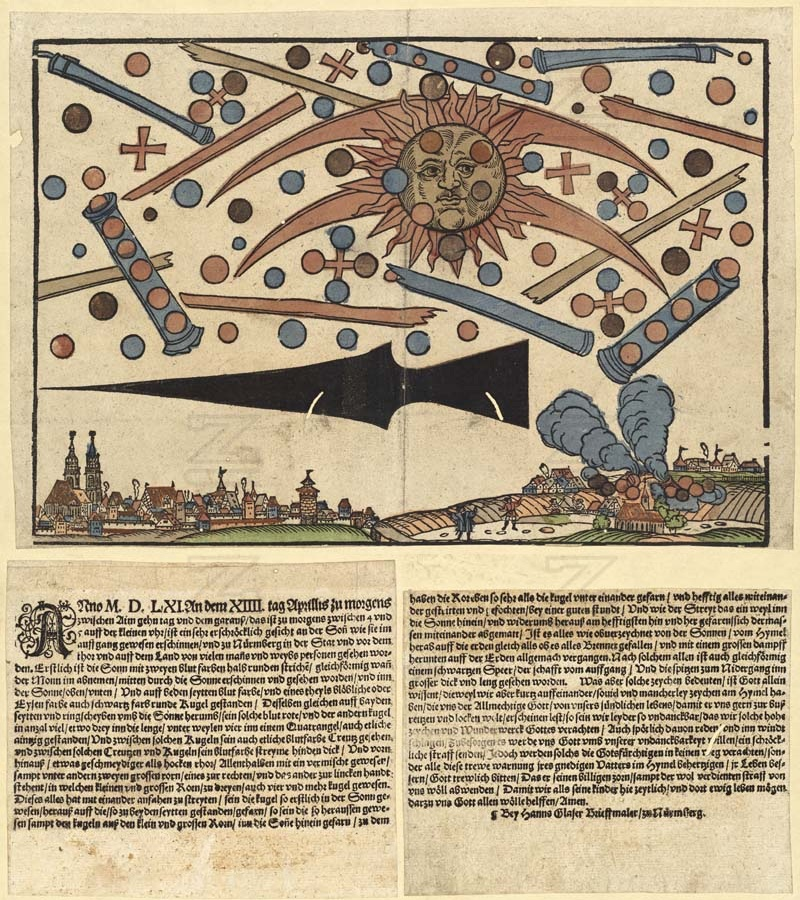
Phénomène céleste de Nuremberg de 1561, feuillet imprimé et gravure sur bois par Hans Glaser.

- gravure sur bois par Hans Glaser (1561), Nuremberg. Un feuillet imprimé rapporte que le 14 avril 1561, le ciel de la ville de Nuremberg est parcouru par une multitude d'objets décrits comme étant engagés dans une bataille. On y mentionne que de petits globes et disques sortaient de grands cylindres. Ces observations sont alors interprétées comme des prodiges surnaturels, des anges et autres présages religieux. Les historiens y voient la fusion imagée de plusieurs événements historiques et phénomènes naturels non reliés entre eux et embellis par une interprétation religieuse et une transmission orale[18],[19]. En météorologie, on y voit la représentation artistique d'un effet de halo[20].

De nos jours, ces témoignages sont parfois interprétés comme l'équivalent ancien de rapports d'ovnis modernes. Pour les cas les plus souvent cités, une explication simple est fournie par les historiens de l'art :
- les « cosmonautes » de la fresque du monastère de Visoki Dečani au Kosovo (1350) sont des représentations symboliques du Soleil et de la Lune comme on en trouve dans l'art byzantin religieux de cette époque ;
- l'« ovni » du tableau de Mainardi (Madonna col Bambino e San Giovannino)[21], qui traverse les cieux en pleine Nativité, est en réalité la représentation symbolique de l'archange Gabriel ;
- l'objet en forme de soucoupe volante sur le tableau de Paolo Uccello, la Thébaïde, est un chapeau de cardinal ;
- la fameuse pièce de 1680 censée commémorer un passage d'ovni au-dessus du ciel de France, est en fait un jeton de jeu sur lequel est dessinée une roue de la fortune[22].

## La théorie des anciens astronautes dans la culture
De nombreuses œuvres littéraires, cinématographiques, télévisuelles et autres se sont inspirées de la théorie des anciens astronautes. 
Cette section ne traite que des œuvres montrant des traces d'extraterrestres anciens dans l'archéologie ou dans l'OOPArt. Les œuvres inspirées par les Grands Anciens se trouvent dans cet article.

### Littérature

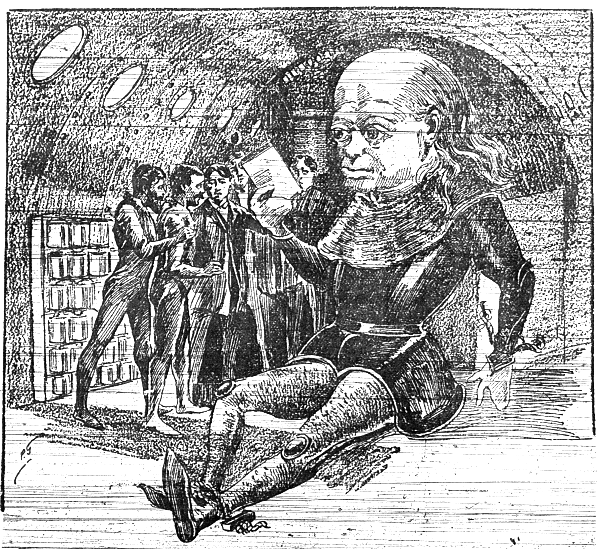
Un prisonnier martien enseignant aux terriens son langage (1898).

- Edison à la conquête de Mars, en 1898 aux USA est une suite au roman d'H. G. Wells, La Guerre des mondes, par l'astronome Garret Putnam Serviss, où -entre autres- des extraterrestres auraient bâti les pyramides d'Égypte (publiée en France en 2017 par les éditions Encrage).
- Le jour où moururent les dieux, roman-document de Jimmy Guieu en 1971 (Der Tag, an dem die Götter starben, traduction Jacqueline H. Osterrath, Marion von Schröder Verlag, publié en France en 1979).
- Le Testament de la Vierge (2009), roman de Anton Parks.

### Bande dessinée
- Vol 714 pour Sydney (1968), par Hergé, 21e album des Aventures de Tintin, où l'on trouve un personnage représentant Jacques Bergier, également en faveur de visites extraterrestres à visées « pédagogiques ».

### Cinéma

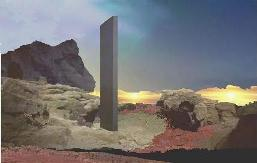
Un monolithe "instructeur".

- 1968 : 2001, l'Odyssée de l'Espace, de Stanley Kubrick (1968), inspiré par le romancier Arthur C. Clarke, évoque l'existence d'un ancien contact entre les premiers hominidés et des extra-terrestres, qui seraient à l'origine des progrès de l'Humanité.
- 1994 : Stargate, la porte des étoiles, réalisé par Roland Emmerich. Des scientifiques découvrent en Égypte une machine complexe ouvrant un passage vers une planète désertique dont les habitants sont sous la coupe d'un tyran extraterrestre, Râ, qui se fait passer pour un dieu de l'Égypte antique. Les pyramides servent d'astroport pour des véhicules interstellaires.
- 1997 : Le Cinquième Élément, réalisé par Luc Besson. Des engins pyramidaux sont présents, et les pierres des quatre éléments d'origine extra-terrestre sont protégées dans un temple égyptien, ce qui suppose une rencontre durant l’Égypte antique.
- 2004 : Alien vs. Predator, réalisé par  Paul W. S. Anderson. Les Predators ont appris aux humains à bâtir des temples et des pyramides.
- 2008 : Indiana Jones et le Royaume du crâne de cristal, réalisé par Steven Spielberg. Indiana Jones est à la recherche des mythiques crânes de cristal façonnés par une civilisation extraterrestre.
- 2009 : dans Transformers 2, réalisés par Michael Bay, il est question d'une visite très ancienne des Transformers sur Terre. Les protagonistes découvrent notamment que les pyramides et Petra qui cachent en réalité un artefact et une machine extra-terrestre.
- 2015 : Jupiter : Le Destin de l'univers, réalisé par Les Wachowski. Le film évoque en partie la théorie de David Icke.

### Télévision

#### Fiction
- Ulysse 31 (1981-1982), épisode 15, La Deuxieme Arche (référence aux lignes de Nazca et, implicitement, à la théorie des anciens astronautes).
- Il était une fois… l'Espace (1982), série d'animation française, notamment les épisodes 5, 7, 13 et 18.
- Futurama :  épisode 17, saison 3, Un pharaon inoubliable/La Huitième Plaie (2002) (parodie de la théorie de construction des pyramides égyptiennes par des extra-terrestres en présentant l'inverse), épisode 8, saison 6, Les Chats savants (2010) (fait le lien entre l'idée populaire de la vénération des chats dans l'ancienne Égypte et la théorie des anciens astronautes).
- L'univers Stargate (1994-2011): Stargate SG-1, Stargate Infinity, Stargate Atlantis et Stargate Universe.
- Métal Hurlant Chronicles (2012), série française, notamment l'épisode Seconde Chance.
- OVNI(s) (2021) (référence aux Hommes-Lune, anciens astronautes transmettant leur technologie avancée aux Terriens).

#### Documentaires
- Civilisations perdues (1972) (Losten zivilisationen) de Harald Reinl (documentaire inédit en France, diffusé aux Dossiers de l'écran du 27 septembre 1972, narrateur Wilhelm Roggersdorf, d'après l'ouvrage Présences extra-terrestres de Érich von Däniken).
- Mysteries of the gods (1976) (de) (Botschaft der Götter) de Harald Reinl (narrateur William Shatner).
- Alien Theory (2010–2024), série annuelle documentaire télévisée américaine de Kevin Burns.

## Principaux ouvrages propagateurs de la théorie
- George Hunt Williamson, Other tongues — other flesh, Amherst Press., 1953.
- Morris K. Jessup, UFOs and the Bible, Citadel Press., 1956.
- Marc Thirouin dans sa revue ufologique Ouranos numéro 22 de 1957 (article Les fresques de Tassili... et nous d'après Henri Lhôte), mais également le professeur Matest M. Agrest[23] en 1959 (article Космонавты древности, Literaturnaya Gazeta -The Astronauts of Yore-, repris en 1962 dans la revue Planète n°7 -Des cosmonautes dans l'Antiquité?- entre autres), puis depuis la Caroline du Sud où il émigra en 1992.
- Brinsley Le Poer Trench, The sky people : Ancient Aliens and the Supernatural, Neville Spearman, 1960.
- Peter Kolosimo, Non è terrestre, Sugar, Milano, 1968. Astronavi sulla preistoria, Sugar, Milano, 1972.
- Erich von Däniken, Erinnerungen an die Zukunft, Souvenir du futur, 1968 / Présence des extraterrestres, Éditions Robert Laffont, 1969 / Chariots of the Gods. Unsolved Mysteries of the Past, 1969.
- Erich von Däniken, Vers un retour aux étoiles, J'ai lu no A322, coll. « L'Aventure mystérieuse », 1975.
- Erich von Däniken, L'or des Dieux, J'ai lu no A365, coll. « L'Aventure mystérieuse », 1974.
- Michel-Claude Touchard, L'Archéologie mystérieuse, Retz, 1972.
- Michel Granger, Terriens ou extra-terrestres ?, Albin Michel, 1973.
- Paul Chwat et Jacques Bergier, Les nouveaux mystères de l'archéologie, coll. « Bibliothèque de l'irrationnel et des grands mystères », Celt, 1974.
- Robert Charroux, L'énigme des Andes, Robert Laffont, 1974.
- Maurice Châtelain, Nos ancêtres venus du cosmos, Robert Laffont, 1975.
- Zecharia Sitchin, The 12th Planet, Harper, 1976.
- Simone Waisbard, Les Pistes de Nazca : Pour qui ? pourquoi, et comment ?, Robert Laffont, 1977.
- Christine Dequerlor, Ces dieux venus d'ailleurs, Albin Michel, 1977.
- Christiane Piens, Les OVNIs du passé, Marabout, 1977.

## Organismes internationaux

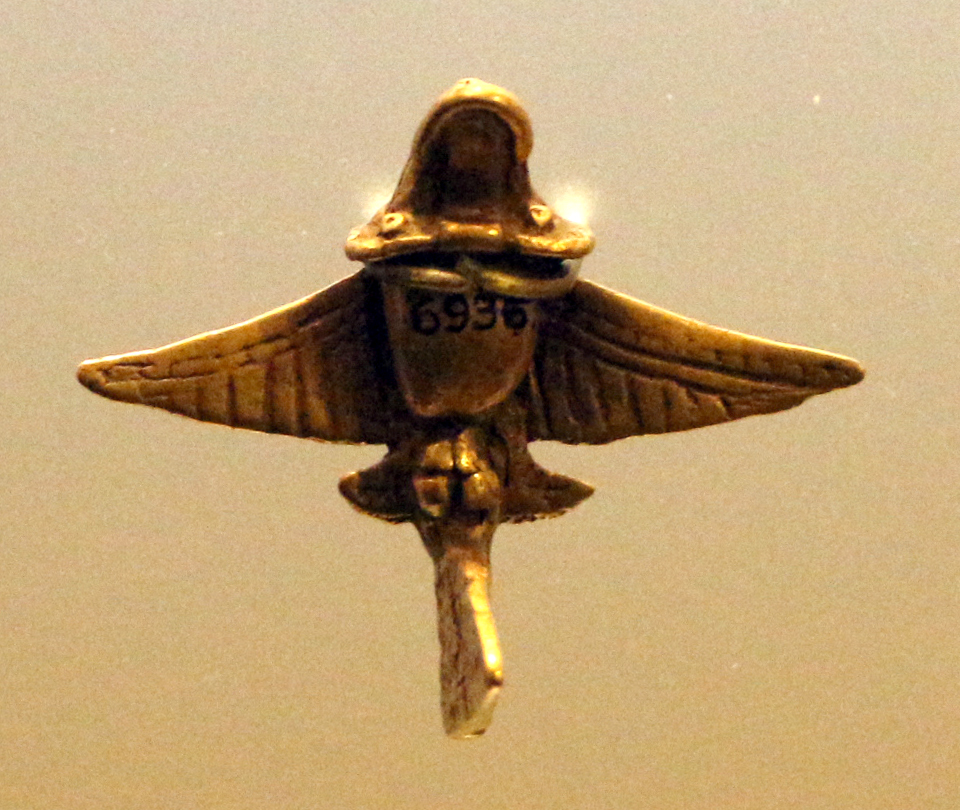
Les bijoux Quimbayas colombiens ont servi d'emblême pour l'Ancient Astronaut Society, avec le "subaquaplane" d'Ivan T. Sanderson.

- Fortean Society, créée en 1931 à New York par Theodore Dreiser.
- Ancient Astronaut Society (A.A.S.), créée le 14 septembre 1973 par le juriste américain Gene M. Phillips (attorney de Park Ridge, Illinois) et son épouse Doris, sur l'impulsion d'Erich von Däniken et d'Andrew Thomas (qui jette les bases de la théorie en 1971 depuis Chico en Californie). Active durant 25 ans jusqu'en 1999 (publication Ancient Skies - Come search with us! à partir de mars 1974, jusqu'à 10 000 abonnés dans 35 pays - adhérents français Charroux, Sendy, Chatelain, Granger,.. entre autres). Concepts repris par Giorgio Tsoukalos en 2004 pour la création de l'émission TV Alien theory.
- Le projet SETA (Search for Extraterrestrial Artéfacts) créé en 1983 par Robert Freitas du Xenology Research Institute de Californie (resté éphémère).
- Archeology Astronautics & SETI Research Association (AAS RA) (1998), Ithaca, état de New York, sous l'impulsion notamment d'Ulrich Dopatka (publication bimensuelle Legendary Times, et antenne européenne à Beatenberg en Suisse).